# Josef Stefan
Josef Stefan (slovensk: Jožef Štefan) (født 24. marts 1835 i Klagenfurt i Kärnten, død 7. januar 1893 i Wien) var en østrigsk fysiker, matematiker og digter. Stefan tilhørte den slovensktalende befolkningsgruppe i Kärnten. 